# Stjepan (noble bosnio)
Stjepan (fallecido antes de 1301), fue un noble medieval bosnio, considerado el miembro más antiguo conocido de la Casa de Hrvatinić, y por ello su progenitor, por lo que también es reconocido como padre de Hrvatin Stjepanić, conde de Donji Kraji.
Se presume que ejerció como conde de Donji Kraji desde la época del ban Matej Ninoslav, aproximadamente desde 1244, año en que esta región fue mencionada por primera vez en las fuentes históricas. Se ha especulado con la posibilidad de que Stjepan estuviera emparentado con la casa nobiliaria croata de Šubić por vínculos matrimoniales. Asimismo, se ha sostenido de manera no confirmada que era pariente del ban bosnio Prijezda I, bajo cuyo gobierno la Casa de Hrvatinić alcanzó mayor influencia y poder.
La información sobre sus descendientes es poco conocida, con la excepción de su hijo Hrvatin, quien adoptó el patronímico Stjepanić.  No se conoce la fecha exacta de su fallecimiento, aunque se encuentra mencionado como ya difunto en una carta otorgada por el ban Pablo I Šubić a Hrvatin, fechada el 2 de febrero de 1301, por lo que se estima que su deceso ocurrió algunos años antes.